# Hospital do Idoso Zilda Arns
O Hospital do Idoso Zilda Arns é um hospital público localizado no bairro do Pinheirinho, em Curitiba, capital do estado brasileiro do Paraná.
Especializado na terceira idade, tem atendimento e diagnóstico modernos utilizando tecnologias como: tomografia computadorizada, radiologia, ecografia, colonoscopia, endoscopia digestiva alta, entre outras. No hospital possui 141 leitos 20 leitos de UTI, um centro cirúrgico com duas salas, enfermarias, área de emergência, unidades de terapia intensiva, de cuidados intermediários e isolamento, consultórios, área para atendimento domiciliar, farmácia, salas de fisioterapia, solário, auditório, biblioteca, salas de aula, lanchonete e capela. De fácil acesso localiza-se ao lado do Terminal do Pinheirinho.
Sua construção iniciou-se em 2009 e foi inaugurada em 29 de março de 2012, no aniversário de 319 anos da cidade. É administrada pela Fundação Estatal de Atenção Especializada em Saúde de Curitiba (Feaes) mantida pela prefeitura de Curitiba e sua denominação é uma homenagem a médica pediatra e sanitarista brasileira Zilda Arns Neumann.